# 白象
- 關於同名的聚会游戏，請見「白象礼物交换」。
- 關於同名中国食品公司，請見「白象食品集团」。

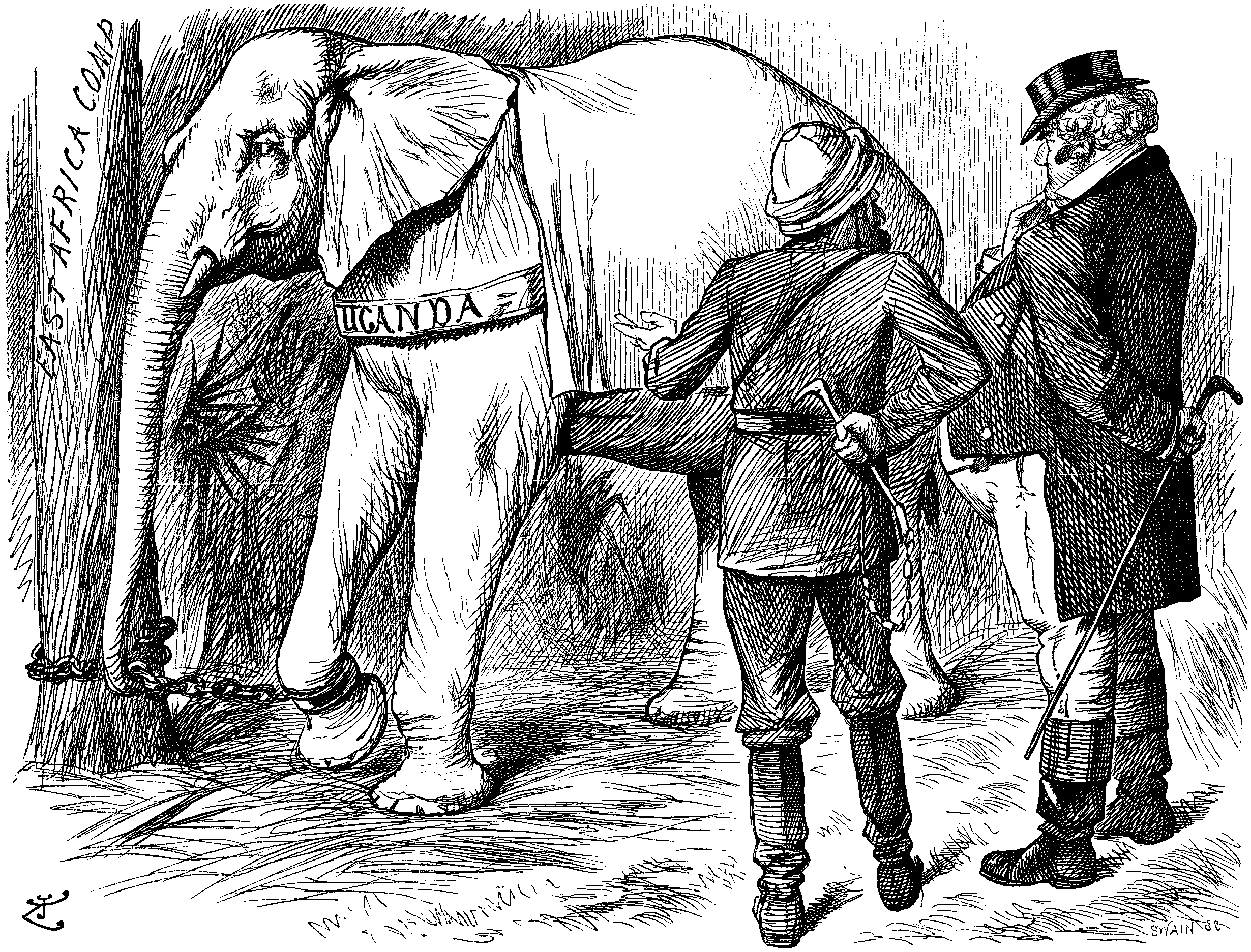
乌干达在1892年内战爆发后成为不列颠东非公司的“白象”。

在现代的用法中，白象指那些消耗龐大資源卻无用或无价值的物体、计划、商业风险或公共设施等 。一些造價昂貴但沒有實際效用，或成本過高但回報少的工程項目都可能被形容為「白象工程」。

## 背景

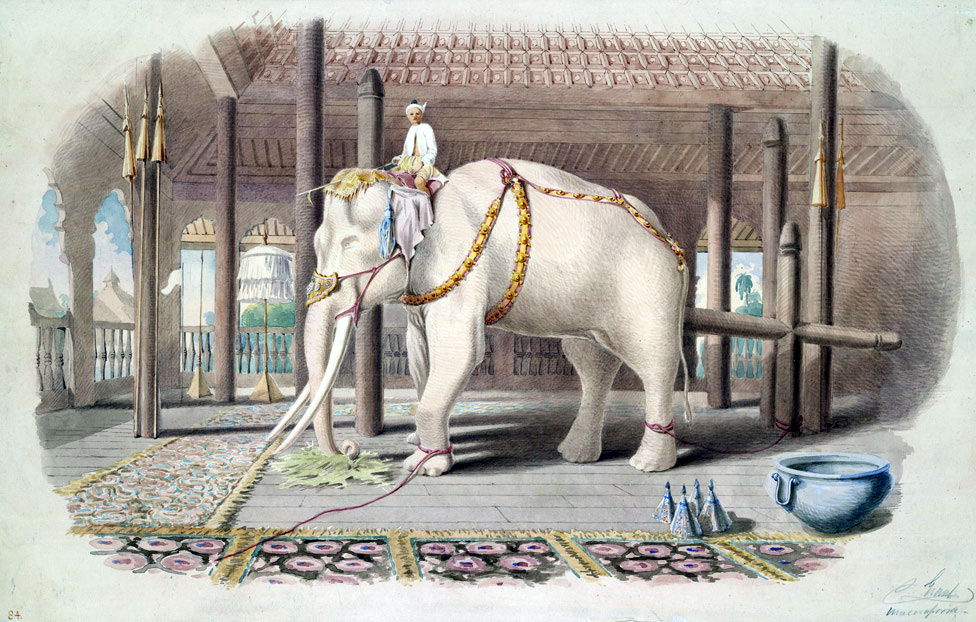
1855年阿玛拉普拉宫殿的白象。

此词源于缅甸、泰国、老挝和柬埔寨这些东南亚君主所供养的神圣白象。拥有白象，曾被视为（且在泰国和缅甸现在依旧如此）君主统治公平正义与其权力的象征，也是王国和平与繁荣的象征。君主常常在他们正式的头衔中显示他们拥有白象，如贡榜王朝的第三位君主辛标信自号“白象王”。
白象与印度教宇宙论有关联：因陀罗的坐骑艾拉瓦塔是一头白象。白象也与佛教的大千世界有着错综复杂的联系：帝释天的坐骑是一只名为艾拉瓦塔的三头白象。真正的白化大象在自然界中，通常是红褐色或粉红色。
这些说法源自泰王诞生和白象的故事。相传在泰王出生前，他的母亲梦见白象赠送代表高贵的莲花给她。因为白象被认为是神圣的，并且法律保护白象免受劳作，因而收到君主赠与的白象是福亦是祸。福是因为动物是神圣的而且是君主恩惠的象征；祸则是因为接受者不仅要花费一笔高昂的饲养费，而且还不能转赠他人或将之投入实际的使用中。
由泰国政府颁发的白象勋章包含八个等级。尼泊尔也有白象。
在西方，“白象”一词指花费昂贵但又没有达到预期目的物品。这一词语因費尼爾司·泰勒·巴納姆的经历而为人所知。巴納姆曾购入一只名为Toung Taloung的“神圣缅甸白象”。在付出巨大的努力和高昂的花费后，巴納姆终于获得了来自暹罗国王的动物，却发现他的“白象”的颜色实际上是有一些粉色斑点的脏灰色。
“白象”和“白象礼物”这些词语在十九世纪中叶开始广泛使用。在二十世纪初期，这个用法通常以“白象交换”和“白象销售”的形式出现。许多教会集市进行“白象销售”，在那里捐赠者可以将自己不需要的小古董出售以获取利润，因为一个人的垃圾是另一个人的宝贝。许多组织和教会集市今天仍在使用这个词。一般来说，“白象”通常指一个毫无用处、但可能昂贵而又古怪的物品。

## 拓展阅读
- Jeffrey A. McNeely; Paul Spencer Sochaczewski. . 1995. Contains a chapter on the white elephant in Southeast Asia.
- Paul Spencer Sochaczewski. . 2009. Contains a long chapter on how Burmese generals tried to use the white elephant to consolidate power, also looks at the cosmological origins of the animal.